# Maria von Lothringen

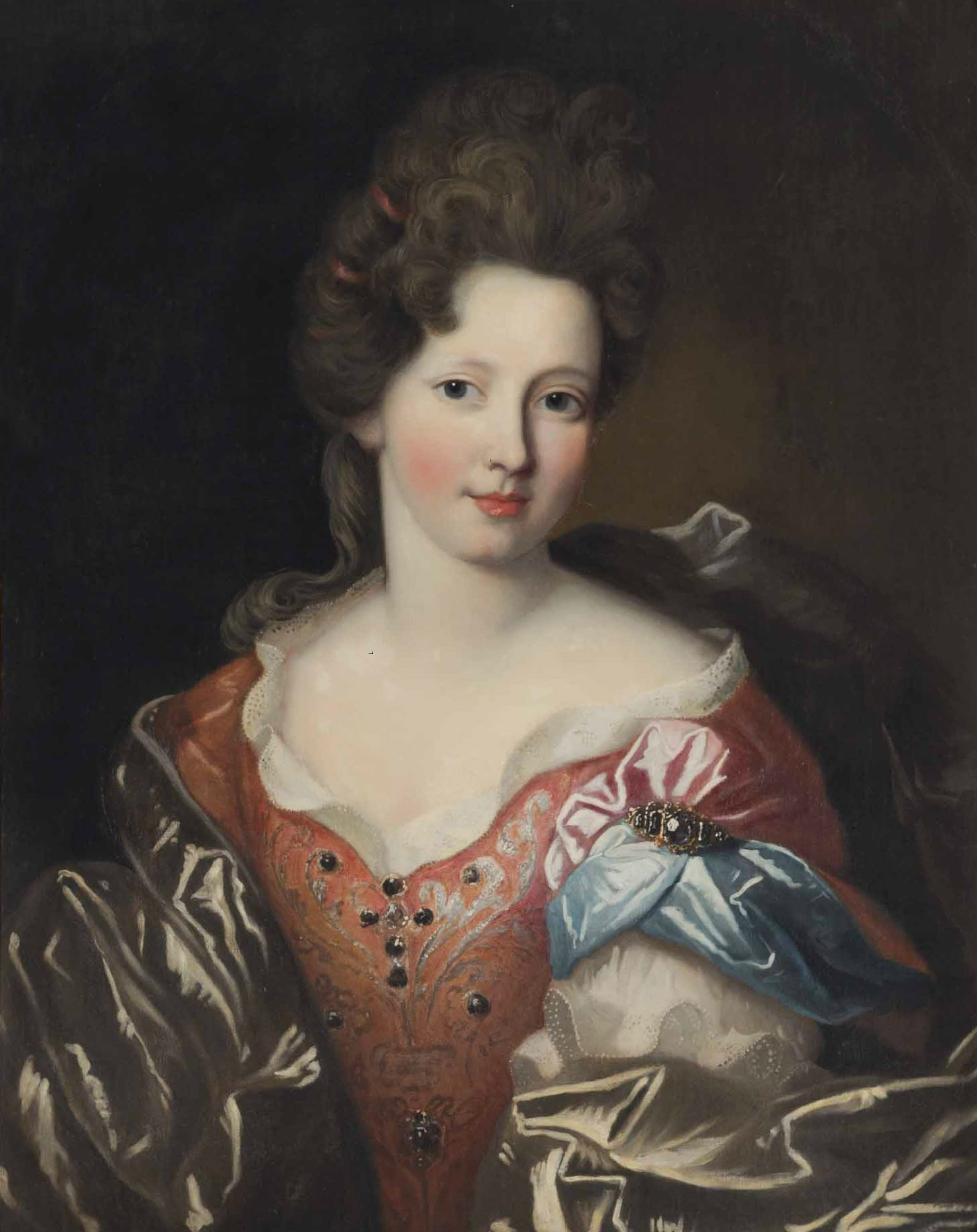
Marie von Lothringen

Maria von Lothringen (* 12. August 1674 in Paris; † 30. Oktober 1724 in Monaco) war Fürstin von Monaco.
Sie wurde als neuntes von insgesamt vierzehn Kindern Louis de Lorraine (1641–1718), Graf von Armagnac, Charny und Brionne aus dem Hause Guise, Großstallmeister von Frankreich, und seiner Frau Catherine de Neufville, einer Tochter des französischen Marschalls Nicolas de Neufville, Herzog von Villeroy geboren.
Am 13. Juni 1688 heiratete sie in Paris Fürst Antoine I. von Monaco. Die Ehe war durch den französischen König Ludwig XIV. am 13. Juni 1688 in Versailles arrangiert worden; er war auch bei der Vermählung anwesend.
Das Paar hatte sechs Töchter:
1. Catherine Charlotte Grimaldi (1690–1696)
2. Louise Hippolyte Grimaldi, Fürstin von Monaco
3. Elisabeth Charlotte Grimaldi, Mademoiselle von Valentinois (1698–1702)
4. Marguerite Camille Grimaldi, Mademoiselle von Carladès (1700–1758), ⚭  Louis de Gand de Merode de Montmorency, Prince d’Isenghien (1678–1767)
5. Marie Dévote Grimaldi, Mademoiselle von Baux (1702–1703)
6. Marie Pelline Dévote Grimaldi, Mademoiselle von Chabeuil (1708–1726)

Im Jahre 1724 starb Fürstin Maria und wurde in der Kathedrale von Monaco beigesetzt.
| Vorgängerin                    | Amt                          | Nachfolgerin             |
| ------------------------------ | ---------------------------- | ------------------------ |
| Catherine Charlotte de Gramont | Fürstin von Monaco 1701–1724 | Marie Catherine Brignole |